# Stay (nummer van Jeremy Camp)
Stay is een single van Jeremy Camp. Het is afkomstig van zijn album Stay. Het plaatje haalde gezien het overduidelijke christelijke thema vrijwel nergens de hitparade, maar viel goed in de smaak bij de niche waarvoor het bedoeld was. Het kreeg namelijk in 2005 de Dove Award van de Gospel Music Association, een stichting ter promotie van christelijke muziek.